# روسبينا
روسبينا هي مدينة قديمة تقع في شمال أفريقيا. أسسها الفينيقيون الذين أتو من مدينة صور في القرن الرابع قبل الميلاد. اسم روس بينا Rous Penna يعني باللغة الفينيقية «الرأس» أو بتعبير أدق «شبه الجزيرة».

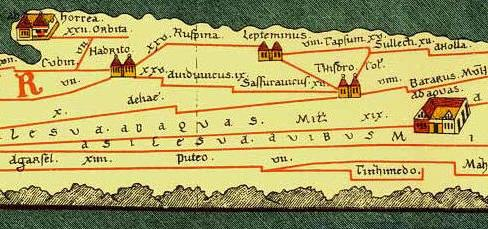
روسبينا في اللوحة البويتينغرية

تمتد مساحتها على مدى ثمانية هكتارات وتتمتع بموقع استر اتيجي يأمن حمايتها من الغارات الخارجية. تتطابق حاليا مع موقع مدينة المنستير.
ساعدت مدينة روسبينا القائد القرطاجي حنبعل خلال الحرب البونيقية الثانية في القرن الثالث قبل الميلاد. وذلك رغم الهيمنة الرومانية. في ذلك الوقت، كانت روسبينا مدينة ذات سيادة مستقلة لها مجلس بلدي وفيها ميناء كبير.
في هذه المدينة في 4 جانفي سنة 46 قبل الميلاد إندلعت معركة روسبينا التي انتصر فيها أنصار بومبيوس الكبير وقائدهم تيتوس لبينوس ضد يوليوس قيصر. ثم أصبحت أول مدينة إفريقية متحالفة مع يوليوس قيصر وعرفت إزدهارا في ذلك الوقت.
إكتشف الموقع الأثري لروسبينا الدكتور نبيل قلالة، أصيل مدينة المنستير.